# Dímero de proteína

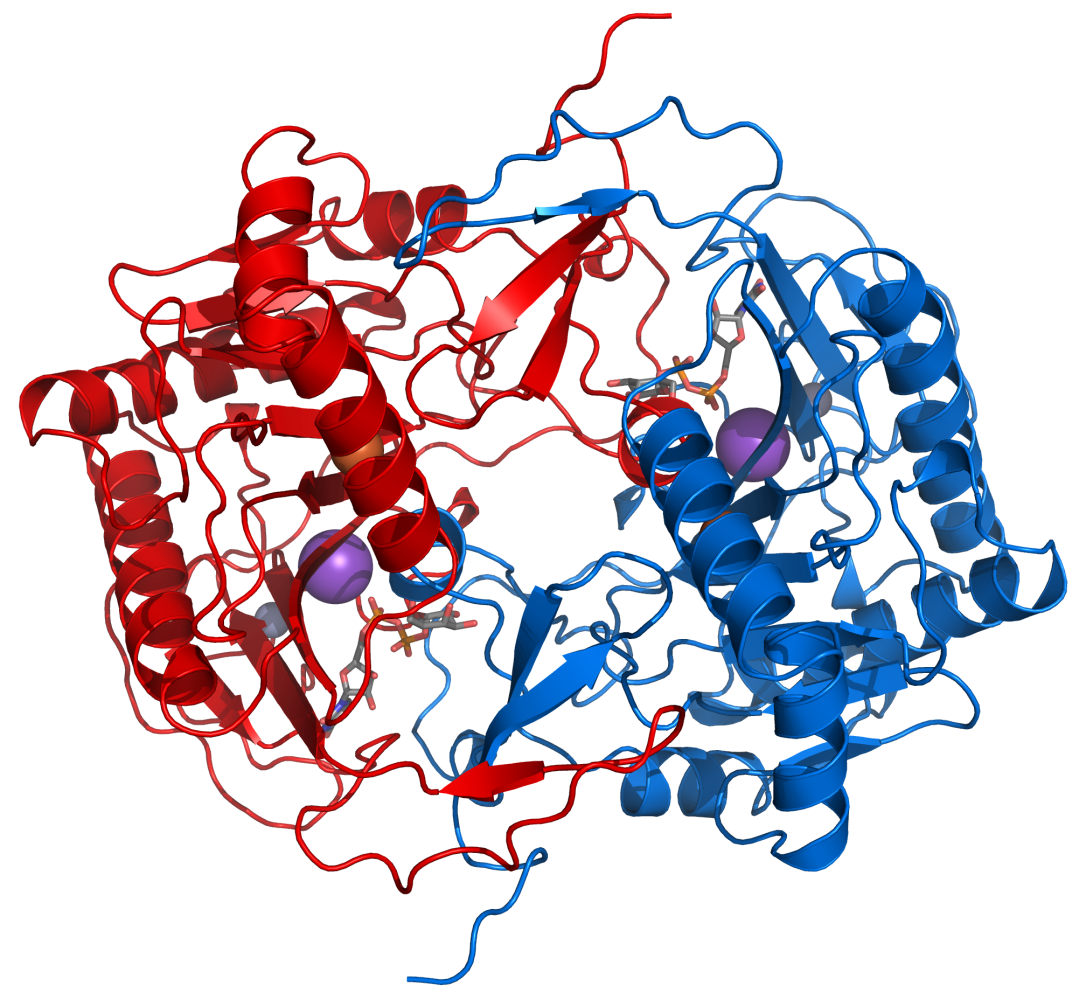
Diagrama de fita de um dímero de galactose-1-fosfato uridililtransferase (GALT) de Escherichia coli em complexo com UDP-galactose. Os íons de potássio, zinco e ferro são visíveis como esferas roxas, cinzas e bronze, respectivamente.

Em bioquímica, um dímero de proteína é um complexo macromolecular ou multímero formado por dois monômeros de proteína, ou proteínas únicas, que geralmente são ligados de forma não covalente. Muitas macromoléculas, como proteínas ou ácidos nucleicos, formam dímeros. A palavra dímero tem raízes que significam "duas partes", di- + -mer. Um dímero de proteína é um tipo de estrutura quaternária de proteína.
Um homodímero de proteína é formado por duas proteínas idênticas, enquanto um heterodímero de proteína é formado por duas proteínas diferentes.

## Exemplos
A maioria dos dímeros de proteínas em bioquímica não são conectados por ligações covalentes. Um exemplo de um heterodímero não covalente é a enzima transcriptase reversa, que é composta por duas cadeias de aminoácidos diferentes. Uma exceção são os dímeros que são ligados por pontes dissulfeto, como a proteína homodimérica NEMO.
Algumas proteínas contêm domínios especializados para garantir a dimerização (domínios de dimerização) e a especificidade.
Os receptores canabinoides acoplados à proteína G têm a capacidade de formar homo e heterodímeros com vários tipos de receptores, como os receptores mu-opioides, dopaminérgicos e adenosina A2.

## Fosfatase alcalina
A fosfatase alcalina de E. coli, uma enzima dimérica, exibe complementação intragênica. Ou seja, quando versões mutantes específicas da fosfatase alcalina foram combinadas, as enzimas heterodiméricas formadas como resultado exibiram um nível de atividade mais alto do que seria esperado com base nas atividades relativas das enzimas parentais. Essas descobertas indicaram que a estrutura dimérica da fosfatase alcalina de E. coli permite interações cooperativas entre os monômeros mutantes constituintes que podem gerar uma forma mais funcional da holoenzima. O dímero possui dois locais ativos, cada um contendo dois íons de zinco e um íon de magnésio.